# Palazzo Savino Amelio
Il Palazzo Savino Ameglio di Taranto è la sede locale del Sovrano Militare Ordine di Malta.
Fu costruito nel 1869 dall'Avv. Domenico Savino e fu uno dei primi palazzi del Borgo Nuovo della città.
Il palazzo si affaccia sul canale navigabile che collega il Mar Grande con il Mar Piccolo. 
Al piano nobile si trovano i saloni di rappresentanza ed una biblioteca, accessibili solo nell'occasione di pubbliche conferenze.
Il palazzo ospita inoltre il Centro studi melitensi.